# 水出子雲
水出子雲（みずいで しゅうん）は、日本の書道家。本名は保。子雲塾主宰。

## 出身地
- 群馬県吾妻郡岩島村（現 吾妻町）

## 師
- 堀越呼雲

## 略歴
- 太平洋戦争末期に整備兵として陸軍に入隊。命からがら帰還する
- 戦後は会社勤めの傍ら書に親しむ
- 会社勤めを経て、書道家として独立。師から一字をもらい水出子雲と号す
- 月刊「書道」群馬県支部長など要職を歴任。群馬県における書道界の重鎮として君臨している